# Линская, Юлия Николаевна
 Юлия Николаевна Линская  (16 (28) мая 1820 — 25 апреля (7 мая) 1871) — русская комическая актриса

, артистка Александринского театра.

## Биография
Родилась в Санкт-Петербурге в семье подполковника Коробьина.
С десятилетнего возраста обучалась в театральном училище, откуда была исключена как неспособная. П. И. Григорьев взял её под своё покровительство и занялся с нею. Сценическая карьера Линской началась не совсем удачно, чему причиной было то, что она не могла точно определить, на что она способна. Она решалась играть даже такие роли как «Водевиль с переодеванием», то есть роль девочки, для которой не подходила ни по летам, ни по наружности, и притом не имела вовсе голоса, тогда как вся роль держится на пении. Влияние артистки Е. Я. Сосницкой, которой Линская подражала во многом, было, несомненно, благотворно, но впоследствии Линская отрешилась от этого влияния, выработала свой талант и приобрела репутацию даровитой актрисы.

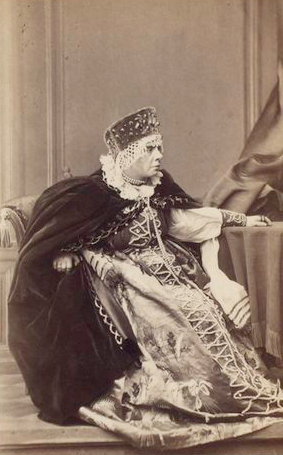
Линская на сцене

В особенности Линская поражала правдою и глубоким комизмом в пьесах А. Н. Островского. В бытовых ролях она была неподражаема: комические роли передавала с художественною правдою, без всякого шаржа; купчихи, свахи в её исполнении выходили законченными типами, прямо выхваченными из жизни. Единственный недостаток, которым страдала Линская, это — густота красок, которые она слишком щедро клала на некоторые роли. Как артистке чисто русской, способной создавать типы и знающей русскую жизнь до мельчайших подробностей и оттенков, ей не удавался мольеровский репертуар, к которому она иногда прибегала: здесь она стушёвывалась, не будучи в состоянии создать живого лица. Это была её вторая непростительная ошибка на сценическом поприще. Но зато остаток своего сценического служения она шла прямою своею дорогою, постоянно улучшаясь и совершенствуясь, и вполне заслуженно приобрела славу знаменитой комической актрисы. В частной же жизни она вполне заслужила название «несчастнейшей женщины»: вследствие своей доброты и доверчивости она, несмотря на имевшиеся значительные средства, умерла в полной нищете 25 апреля 1871 года, на 51-м году.
Была похоронена в Петербурге на Новодевичьем кладбище; могила утрачена.
Муж — актёр и режиссёр Михаил Васильевич Аграмов.